# Makaridja Sanganoko
Makaridja Sanganoko, född 8 maj 1980, är en friidrottare från Elfenbenskusten. Hon deltog vid olympiska sommarspelen 2000.